# Minato Kawamura
Minato Kawamura (jap. 川村 湊, Kawamura Minato; * 23. Februar 1951) ist ein japanischer Literatur- und Kulturwissenschaftler.
Kawamura ist Professor für Internationale Kultur an der Hōsei-Universität. Er wurde 1980 mit dem Gunzō-Nachwuchspreis ausgezeichnet. Für das Buch Nanyō karafuku Nihon bungaku erhielt er 1995 den Hirabayashi-Taiko-Literaturpreis.

## Quelle
- John Scott Miller: "Historical Dictionary of Modern Japanese Literature and Theater", Scarecrow Press, 2009, ISBN 978-0-8108-5810-7, S. 50

| Personendaten    | Personendaten                                    |
| ---------------- | ------------------------------------------------ |
| NAME             | Kawamura, Minato                                 |
| ALTERNATIVNAMEN  | 川村 湊 (japanisch)                              |
| KURZBESCHREIBUNG | japanischer Literatur- und Kulturwissenschaftler |
| GEBURTSDATUM     | 23. Februar 1951                                 |